# Aleš Vodopivec
Aleš Vodopivec, slovenski arhitekt, * 6. april 1949, Ljubljana.
Je  profesor na Fakulteti za arhitekturo Univerze v Ljubljani.
Njegov starejši brat je zgodovinar Peter Vodopivec.

## Monografije
- Arhitektura Ljubljane, 1978 (2. izd.)
- Pojmovna opredelitev arhitekturnih elementov 1/2 (1980, 1985)
- Temelji in meje arhitekturne avtonomije (doktorska disertacija,1993)
- Edvard Ravnikar: Umetnost in arhitektura: zbornik esejev (urednik, 2007 in 2. popravljena izd. 2021)

## Priznanja in odlikovanja
Leta 1991 je prejel nagrado Prešernovega sklada »za realizacijo depandanse hotela Jezero v Bohinju«.